# Idaea boarmiata
Idaea boarmiata är en fjärilsart som beskrevs av W. Warren 1897. Idaea boarmiata ingår i släktet Idaea och familjen mätare. Inga underarter finns listade i Catalogue of Life.